# Makueni County
Makueni County (bis 2010 Makueni District) ist ein County im Süden von Kenia. Seine Hauptstadt ist Wote. 2019 lebten 987.653 Menschen in dem 8008,9 km² großen County.

## Geografie und Geologie
Das Gebiet, das bis 1992 zum Machakos County gehörte, ist in sechzehn Divisionen unterteilt. Das Klima ist arid bis semi-arid, die meiste Zeit des Jahres ist es im Makueni County heiß und trocken.
Das County liegt auf einer Höhe zwischen 600 m über dem Meeresspiegel am Südende und 1900 m in Mbooni und den Kilungu Hills. Nur 2,2 % der Countyfläche sind mit Wald bewachsen. Im Makueni County herrschen drei Bodentypen vor, roter Lehmboden in den Bergen und in Teilen des Tieflandes, Sandboden im Zentrum des Bezirks und Vertisol im Süden. Die Böden gelten als nicht sonderlich fruchtbar. Der Athi River fließt als dauernd wasserführender Fluss durch den Bezirk.

## Infrastruktur
2002 verfügte das County über 245 km Asphaltstraße, knapp 550 km des Straßennetzes waren geschottert, der Rest besteht aus Erdstraßen, die während der Regenzeit mitunter unpassierbar werden. 2002 gab es 24 Telefonzellen und 66 Postämter, außerdem fünf Finanzinstitute. Der Energiebedarf wird hauptsächlich über Holz und Kohle gedeckt, nur 9 der über 500 Handelszentren im County verfügten 2002 über elektrischen Strom. Nur ein Fünftel der Haushalte in der Region haben direkten  Zugang zu sauberem Wasser.

## Wirtschaft
Mehr als 60 % der Menschen im County leben von Viehzucht und Landwirtschaft, wobei nur 22 % der Flächen im Bezirk landwirtschaftlich nutzbar sind. Die Viehzüchter konzentrieren sich dabei auf Boran-Rinder, Zebus, Ziegen und Schafe. An nichtheimischen Rindern werden vor allem Ayrshire-, Guernsey-, Holstein- und Jersey-Rinder gezüchtet. In der Landwirtschaft werden für den Eigenbedarf hauptsächlich Mais, Bohnen, Saubohnen und Kuhbohnen angebaut, für den Handel Baumwolle, Sisal-Agaven und Kaffeebohnen. 62 % der Bevölkerung lebten 2002 unterhalb der Armutsgrenze.